# 738 Alagasta
738 Alagasta este un asteroid din centura principală, descoperit pe 7 ianuarie 1913, de Franz Kaiser.